# Département de Presidencia de la Plaza
Le département de Presidencia de la Plaza est une des 25 subdivisions de la province du Chaco, en Argentine. Son chef-lieu est la ville de Presidencia de la Plaza.
Le département a une superficie de 2 284 km2. Sa population s'élevait à 12 231 habitants au recensement de 2001.

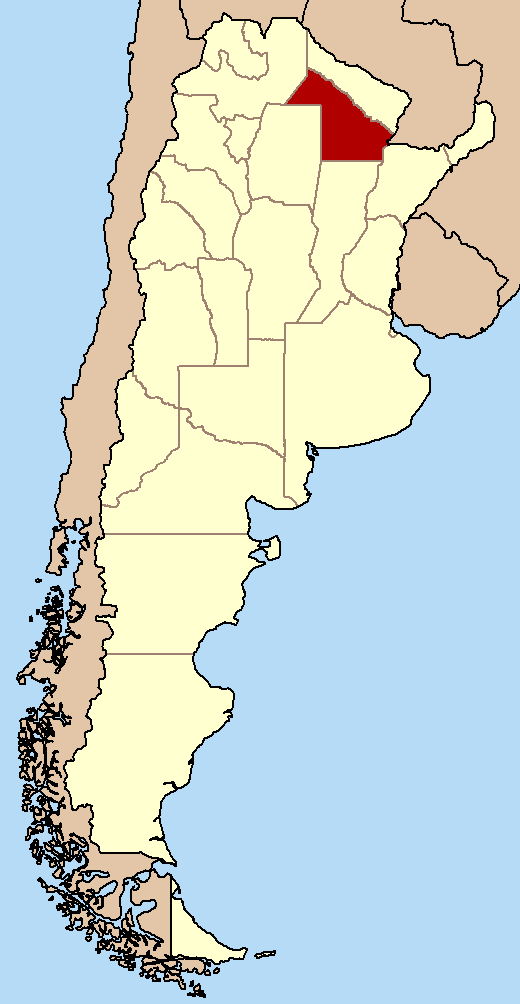
Localisation de la province du Chaco en Argentine.